# 金國用
金國用（1634年—1662年），字嘉賓，號核菴，南直隸蘇州府吳縣人，清朝翰林院編修。

## 生平
金國用來自蘇州吳縣下保金氏家族。祖父金懋仁，本生父金廷標為吳縣貢生，母為府庠生何方瀛女。金國用為金廷標次子，出嗣二叔父金廷檟。
金國用為吳縣庠生，順治十四年（1657年）丁酉科江南鄉試舉人，十六年（1659年）己亥科二甲進士，選翰林院庶吉士，從獵南苑，由順治帝賜號五化道人，散館授編修，十八年（1661年）任辛丑科會試同考官，康熙元年（1662年）告假歸里，六月卒於家。金國用著有《紀恩詩》、《核菴稿》等。

## 家庭
夫人為沈元龍孫女、康熙十二年（1673年）癸丑科進士沈攀女。有一子殤，以長兄金上觀次子金友張為嗣。